# 呼和浩特清真大寺
呼和浩特清真大寺，位于内蒙古自治区呼和浩特市回民区，是一座清真寺。

## 历史
清朝康熙年间，天山北麓的厄鲁特蒙古噶尔丹博硕克图汗势力很强，征服了吐鲁番、哈密以及天山南麓的叶尔羌、喀什噶尔等回族聚居的城镇。新疆的回族遂全在噶尔丹统治之下。当时清朝规定以呼和浩特、张家口作为对厄鲁特蒙古的互市地点，噶尔丹派往呼和浩特的商队中有许多回族人。从那时起，其中有的回族人便留居呼和浩特。清真大寺便是由他们逐渐建成。
呼和浩特清真大寺位于呼和浩特旧城北门外，始建于清朝康熙三十二年（1693年），初建之时建筑较简陋，仅有土屋数间。清朝乾隆五十四年（1789年）扩建。同治八年（1869年）该寺重修南北讲堂。光绪十八年（1892年）建寺门，光绪二十二年（1896年）建门前的照壁。1923年至1925年，穆斯林捐资再度重修寺内建筑，形成了如今的建筑规模。1939年，新建约36米高的望月楼。

## 建筑

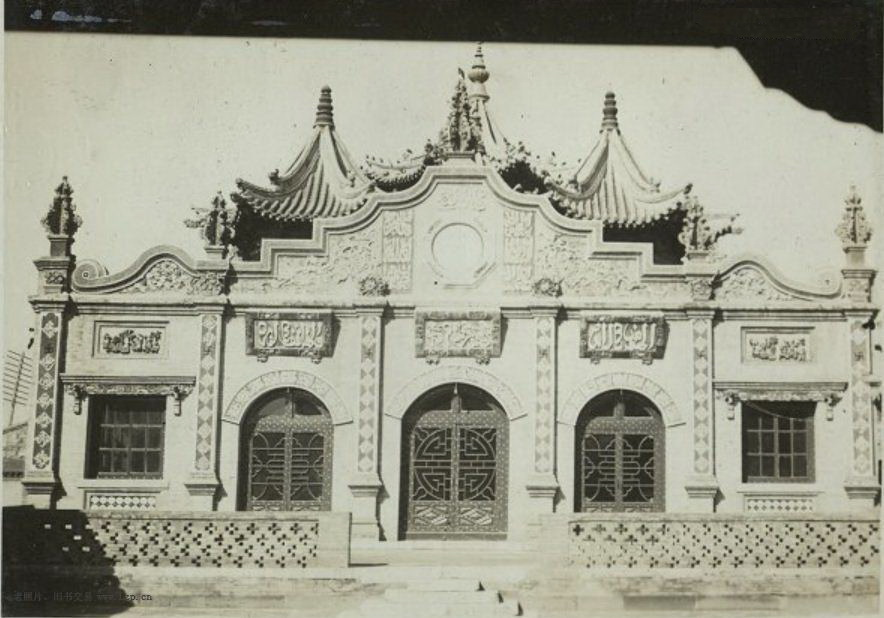
礼拜大殿，1942年摄

如今，该寺占地面积6亩。该寺坐东朝西，共有两重院落。由寺门、礼拜大殿、南讲堂、北讲堂、望月楼、沐浴室组成。
- 寺门：寺门朝西，面阔3间，歇山顶，前有廊檐。寺门中央的正门上方悬“清真大寺”横匾，正门两边开间为墙面，两侧有便门。
- 礼拜大殿：该寺主体建筑。进入正门，面对的是礼拜大殿后壁，中上方刻有“认主独一”4个大字。稍下自右向左为“见性、正心、诚意、修身、明心”十个字楷书。礼拜大殿南北面阔5间，朝东。殿内由5个勾连搭构成。殿前檐下由6个砖柱分成5楹，中间为殿门，两侧4楹都装有雕棂方窗，殿上有5个攒尖式的顶阁。殿前有过厅。
- 南讲堂、北讲堂：寺院南、北均设有讲堂。
- 沐浴室：位于该寺后院，坐北朝南。
- 望月楼：位于该寺西南角，高33米，下部为六角形的3层砖楼，上部为六角形的飞檐攒顶亭。望月楼内有环形旋梯，可以登上亭中。望月楼是一般清真寺中都有的建筑，每当斋月，人们在此望候新月，以决定封斋、开斋日期，故称“望月楼”。望月楼第二层由悬臂梁挑出走廊，教长（伊玛目）站在这里唤醒教徒（称为“会邦克”）做礼拜，故望月楼一般也可称“唤醒楼”或“邦克楼”。[1][2]

该寺建筑主要是中国传统建筑风格，兼收伊斯兰教装饰艺术。寺内有匾额多块，还收藏有阿拉伯文手抄《古兰经》30卷。寺内存有康熙三十三年勒石《重到洪武御制回辉教百字碑》（碑文和《天方典礼》等书所录的百字赞有出入）、《康熙圣谕碑》、《重修绥远清真大寺碑》等石碑7通。